# Juliet Cowan
Juliet Cowan (* 21. Mai 1974 im Vereinigten Königreich) ist eine britische Schauspielerin.

## Leben
Juliet Cowan wurde im Vereinigten Königreich geboren. Später besuchte sie eine Grundschule auf den Scilly-Inseln, wo sie auch das Lesen lernte.
Cowan begann ihre Schauspielkarriere mit Stand-up-Comedy. Einen ihrer ersten Auftritte hatte sie 1993 in dem Konzertvideo Raising Hell von Iron Maiden.
Von 2007 bis 2008 spielte Cowan Chrissie Jackson, die laute und etwas unhöfliche Mutter von der Hauptfigur Maria in der Fernsehserie The Sarah Jane Adventures.
2016 war sie eine der Hörspielsprecherinnen in dem BBC4 Radiohörspiel The Guilt Trip.
2018 spielte Cowan Sallye Killebrew in dem Theaterstück The Play About My Dad am Jermyn Street Theatre in London.
Cowan ist verheiratet und hat drei Kinder.

## Filmografie (Auswahl)
- 1992–2002: The Bill (Fernsehserie, 12 Folgen)
- 1997: This Life (Fernsehserie, 15 Folgen)
- 1998: Inspektor Morse, Mordkommission Oxford (Inspector Morse, Fernsehserie, 1 Folge)
- 1999: Smack the Pony (Fernsehserie, 1 Folge)
- 1999: The Passion (Miniserie, 3 Folgen)
- 1999: Real Women (Fernsehserie, 3 Folgen)
- 2000–2001: Family Affairs (Fernsehserie, 26 Folgen)
- 2000–2013: Casualty (Fernsehserie, 2 Folgen)
- 2003: Doctors (Fernsehserie, 1 Folge)
- 2003: Bounty Hamster (Fernsehserie, 9 Folgen)
- 2003: Die magische Münze (The Queen’s Nose, Fernsehserie, 6 Folgen)
- 2005: Perfect Day
- 2006–2009: Pulling (Fernsehserie, 5 Folgen)
- 2007–2008: The Sarah Jane Adventures (Fernsehserie, 11 Folgen)
- 2009: Shameless (Fernsehserie, 2 Folgen)
- 2009–2010: Skins – Hautnah (Skins UK, Fernsehserie, 2 Folgen)
- 2010–2011: PhoneShop (Fernsehserie, 3 Folgen)
- 2011: Sugartown (Fernsehserie, 3 Folgen)
- 2011: George Gently – Der Unbestechliche (Inspector George Gently, Fernsehserie, 1 Folge)
- 2012: Silent Witness (Fernsehserie, 2 Folgen)
- 2012: EastEnders (Fernsehserie, 2 Folgen)
- 2012: Misfits (Fernsehserie, 1 Folge)
- 2012–2019: Cuckoo (Fernsehserie, 10 Folgen)
- 2014: Utopia (Fernsehserie, 1 Folge)
- 2014–2016: Hank Zipzer (Fernsehserie, 39 Folgen)
- 2016: Marley’s Ghosts (Fernsehserie, 3 Folgen)
- 2016: Hank Zipzer’s Christmas Catastrophe (Fernsehfilm)
- 2017: The End of the F***ing World (Fernsehserie, 1 Folge)
- 2018: Together
- 2019–2021: Back to Life (Fernsehserie, 5 Folgen)
- 2023: Culprits (Miniserie, 2 Folgen)
- 2023: Die Gabe (The Power, Fernsehserie)
- 2023: Falling into Place
- 2024: Back to Black